# Тихов кратер
Тихов кратер је истакнути лунарни ударни кратер смештен у јужном висијском делу Месеца, назван по данском астроному Тиху Брахеу (1546—1601). Јужно од Тиховог кратера налази се Стритов кратер, источно је Пиктетов кратер, а на северосевероистоку се налази Сасаридесов кратер. Површина око Тиха је препуна других кратера различитих величина, а многи од њих прекривају још старије кратере. Неки од мањих кратера су секундарни кратери, тј. формирани су од већих комада избаченог материјала из Тиха.

## Опис
Кратер је оштро дефинисан, за разлику од старијих кратера који су деградирани накнадним ударима. Унутрашњост има висок албедо (степен рефлексије) који се истиче кад је Сунце у зениту, а кратер је окружен препознатљивим системом жлебова (усека), који формирају дуге паоке који досежу и до 1.500 километара. Делови ових жлебова се могу видети чак и када је Тихо осветљен само Земљиним одсјајем. Због својих истакнутих усека, Тихо се мапира у оквиру система/периода Коперник.

### Старост
Тихо је релативно млад кратер, са процењеном старости од 108 милиона година, на основу анализе узорака кратера добијених током мисије Аполо 17. Ово годиште сугерише да је објекат који је формирао ударни кратер можда био члан породице астероида Баптистина, али како је његов састав непознат ово је — тренутно — нагађање. Међутим, симулацијске студије су процениле да постоји 70 одсто вероватноће да је кратер створио фрагмент из истог распада који је формирао и астероид 298 Baptistina, за који се раније веровало да је одговоран за формирање кратера Чиксулуб и изумирање диносауруса. Како год, та могућност је потенцијално искључена анализом снимака сателита (тачније, сателита Wide-field Infrared Survey Explorer) 2011. године.
Бедеми иза обода имају нижи албедо него они који се налазе у унутрашњости за удаљеност од преко сто километара, а немају много усека (који се простиру иза). Овај тамнији обод се можда формирао од минерала ископаних током удара.
Његов унутрашњи зид је увучен и представља геоморфолошку терасу, која се спушта надоле до грубог али готово равног пода, пуног малих квргастих купола. Под кратера показује знаке протеклих вулканских активности, највероватније изазваних топљењем стена при удару. Детаљне фотографије пода показују да је покривен унакрсним слојем пукотина и малих брежуљака. Централни врхови сежу и до 1,6 километара изнад пода, док су нижи смештени само на североистоку примарног масива.
Инфрацрвена осматрања Месечеве површине током помрачења показала су да се Тихо хлади споријим темпом него други делови површине, што кратер чини „врућом тачком” / „жариштем” (енгл. hot spot). Овај ефекат је проузрокован различитим материјалима који покривају кратер.
Обод овог кратера је изабран као циљ мисије Surveyor 7. Роботски навођена летелица безбедно се спустила северно од кратера, у јануару 1968. Извршена су хемијска испитивања површине, а резултат је било проналажење композиције која је указивала на теорију да је једна од главних компоненти висије анортозит, један од минерала богатих алуминијумом. Кратер је такође детаљно снимљен од стране Лунарног орбитера 5.
Од 1950-их до 1990-их, НАСА-ини аеродинамичари Дин Чепмен и Џон О’Киф унапредили су лунарну „теорију тектита” (вулканско стакло). Чепмен је користио сложене компјутерске моделе и опсежне орбиталне тестове у ваздушном тунелу да би подржао теорију такозваних „аустралезијских тектита”, који су потекли из избаченог материјала Тиха, из усека Рос. Све док се не узму узорци са овог усека, лунарно порекло ових тектита не може бити истражено.
Овај кратер је уцртан на лунарне мапе већ 1645. године, када је Антоније Марија де Рита показао осветљени систем жлебова.

## Епоним и друга имена
Тихо је добио име по данском астроному Тиху Брахеу. Као и многи кратери на Месечевој видљивој страни, то је име добио од стране језуитског астронома Ђованија Риколија, чији је систем номенклатуре из 1651. године данас стандардизован. Ранији лунарни картографи давали су кратеру различита имена. Пјер Гасенди му је дао име Umbilicus Lunaris (дословно: „Месечев пупак”). У карти Михаела ван Лангрена из 1645. године, Тихо носи име Владислав IV (по Владиславу IV Васи, краљу Пољске). Јохан Хевелије га је назвао Монс Синај (по Синајској гори).

## Занимљивости
Неке занимљиве чињенице које се могу повезати са Тиховим кратером:
- поглавље у Жил Верновом делу Око Месеца (енгл. Around the Moon; фр. Autour de la Lune) из 1870. године носи назив Тихо (енгл. Tycho); ту Жил Верн детаљно описује кратер те његове системе усека
- Тихо је једна од локација на којима се одвијала радња филма Стенлија Кјубрика и новеле Артура Кларка Одисеја у свемиру 2001. (Tycho Magnetic Anomaly / TMA-1)
- Тихов град је послужио као фикционална метропола на Месецу из 24. века у филму
- у филму Can't Buy Me Love Синди примећује Тихов кратер гледајући кроз телескоп на свом финалном уговорном „рандевуу” са Ронијем у Ерплејн Грејвјарду
- у књизи Роберта Е. Хајнлајна под именом The Moon Is a Harsh Mistress, кратер Тихо је локација лунарног станишта Tycho Under.
- у новели Џека Вилијамсона имена Terraforming Earth, кратер је искоришћен као База Тихо, самоодржавајућа роботски контролисана инсталација, направљена са циљем обнављања живота на (уништеној) планети Земљи, након што је астероид „стерилисао” биосферу
- Тихо станица је истакнута локација у серији новела Џејмса Корија
- у Хајнлајновој краткој причи Blowups Happen, један лик прави претпоставку да би Тихо могао бити древна локација електране „истребљене расе”, и то у прошлости када је Месец још увек био погодан за насељавање и становање; лик даље предвиђа да је електрана експлодирала, изазивајући формацију кратера, урезе који се шире од Тиха и смрт свих живих бића на Месецу
- Клифорд Симак је своју новелу The Trouble with Tycho сместио у лунарни кратер, а тврдио је и да су урези на Тиху сачињени од вулканског стакла (тектит), што алудира на теорију коју су поставили НАСА-ини истраживачи Дин Чепмен и Џон О’Киф 1970-их
- кратер Тихо се истиче и у познатој серији књига за децу, аутора Џерома Бејтија, који је радњу са ликовима Метјуом и Маријом Луни сместио на Месец
- у Роџер Аленовој серији новела Hunted Earth, Naked Purples поседује бившу заробљеничку колонију око кратера Тихо познату као

## Галерија
- Помрачење Месеца у марту 2007. године; сенка Земље која све више прекрива Месец омогућујући детаљан приказ површине Месеца, на којем се може видети огромни систем уреза са Тиха (преовлађујућа карактеристика на јужној хемисфери)
- Панорамски поглед на површину Месеца; фотографију је направљена у току мисије Sureveyor 7, у којој је летелица слетела око 29 км од обода Тиха
- Велики систем усека смештен на кратеру Тихо
- Централни врх на кратеру Тихо; усликано при изласку сунца 2011. године (Lunar Reconnaissance Orbiter)